# Campionati oceaniani di badminton 2019
I Campionati oceaniani di badminton 2019 si sono svolti a Melbourne, in Australia, dall'11 al 17 febbraio 2019. È stata la 14ª edizione del torneo, organizzato dalla Badminton Oceania.

## Podi
| Evento              | Oro                              | Argento                       | Bronzo                         |
| Singolare maschile  | Oscar Guo                        | Remi Rossi                    | Abhinav Manota                 |
| Singolare maschile  | Oscar Guo                        | Remi Rossi                    | Keith Mark Edison              |
| Singolare femminile | Chen Hsuan-yu                    | Yingzi Jiang                  | Sally Fu                       |
| Singolare femminile | Chen Hsuan-yu                    | Yingzi Jiang                  | Lousia Ma                      |
| Doppio maschile     | Sawan Serasinghe Eric Vuong      | Simon Leung Mitchell Wheller  | Lukas Defolky Raymond Tam      |
| Doppio maschile     | Sawan Serasinghe Eric Vuong      | Simon Leung Mitchell Wheller  | Jacob Schueler Felix Wang      |
| Doppio femminile    | Setyana Mapasa Gronya Somerville | Yingzi Jiang Lousia Ma        | Erena Calder-Hawkins Anona Pak |
| Doppio femminile    | Setyana Mapasa Gronya Somerville | Yingzi Jiang Lousia Ma        | Jessica Lim Talia Saunders     |
| Doppio misto        | Simon Leung Gronya Somerville    | Sawan Serasinghe Khoo Lee Yen | Mitchell Wheller Jessica Lim   |
| Doppio misto        | Simon Leung Gronya Somerville    | Sawan Serasinghe Khoo Lee Yen | Huaidong Tang Setyana Mapasa   |
| Squadra mista       | Australia                        | Nuova Zelanda                 | Nuova Caledonia                |

## Medagliere
| Pos.   | Paese              | Oro | Argento | Bronzo | Totale |
| ------ | ------------------ | --- | ------- | ------ | ------ |
| 1      | Australia          | 5   | 4       | 7      | 16     |
| 2      | Nuova Zelanda      | 1   | 1       | 3      | 5      |
| 3      | Polinesia francese | 0   | 1       | 0      | 1      |
| 4      | Nuova Caledonia    | 0   | 0       | 1      | 1      |
| Totale | Totale             | 6   | 6       | 11     | 23     |